# Phaonina corbetti
Phaonina corbetti är en tvåvingeart som först beskrevs av Malloch 1931.  Phaonina corbetti ingår i släktet Phaonina och familjen husflugor. Inga underarter finns listade i Catalogue of Life.